# Кривоарбатский переулок
Кривоарба́тский переулок — переулок в Москве. Находится на территории муниципального района Арбат в Центральном административном округе между улицей Арбат и Плотниковым переулком.

## Происхождение названия
Название возникло в XIX веке и отражает конфигурацию переулка (до этого был известен как Кривой) и его близость к улице Арбат. Назывался также Кривоникольским переулком, по церкви Николая Чудотворца в Плотниках, стоявшей в Плотниковом переулке (известна с 1625 года, разрушена в 1930-х годах). Здания и сооружения переулка входят в состав охраняемой территории культурного слоя «Плотничья слобода», однако в 1990—2000-е годы несколько исторических зданий в переулке были снесены.

## Примечательные здания и сооружения
По нечётной стороне
- № 3 — доходный дом И. В. Борисова построен в 1912 году архитектором Э. К. Нирнзее[3]. Дом сочетает в себе стилистику модерна и неоклассицизма. В доме жил писатель А. С. Некрасов, автор романа «Приключения капитана Врунгеля».
- № 5 — на этом месте ранее находился небольшой деревянный дом, в котором в 1850—1880-х годах жил профессор медицинского факультета Московского университета русский терапевт Г. И. Сокольский. В конце 1890-х годов домом владел И. Е. Цветков — известный коллекционер, основатель частной картинной галереи, действительный член петербургской Академии художеств.
- № 7 — в начале XX века в этом доме жили известные русские психиатры П. Б. Ганнушкин и В. П. Осипов.
- № 9 — доходный дом А. М. Желябужского построен в 1906 году по проекту архитектора Н. Г. Фалеева[3]. Полихромный фасад здания облицован несколькими сортами разноцветной керамической плитки. Здание характерно для арбатских переулков эпохи модерна[4].
- № 11 — доходный дом Зайченко (1910, архитектор Н. И. Жерихов). Ранее на этом месте находилась обширная усадьба Вельяминовых с большим деревянным домом по переулку. Возможно, что здесь жили Пушкины[5].
- № 13 — доходный дом (архитектор Н. И. Жерихов). В 1911 году в этом доме жила поэтесса Марина Цветаева. Дом снесён в начале 1980-х годов.
- № 15 — здание, построенное в 1910 году для женской гимназии Н. П. Хвостовой по проекту архитектора Л. В. Стеженского. Муж Хвостовой — Вениамин Михайлович Хвостов — юрист, профессор Московского университета, а их дочь — учёный-генетик Вера Вениаминовна Хвостова, автор нескольких научных статей и учебника по генетике в зоологии. Семья их жила здесь же, в доме. После революции в доме находилась «7-я опытная школа имени проф. Коваленского», но в обиходе она ещё долго прозывалась Хвостовской. Среди учителей гимназии были историки В. И. Пичета и Г. А. Новицкий, юрист А. М. Винавер, астроном К. Л. Баев. В гимназии учился М. В Келдыш, будущий президент АН СССР.
- № 19 — доходный дом Кузнецова (1909, архитектор О. Г. Пиотрович)[6]. Постройка в стиле рационального модерна с элементами неоклассики. Два верхних этажа надстроены позднее.
- № 21 — доходный дом Л. Д. Головой и Н. Д. Юрасовской (1913, архитектор П. П. Висневский)[6].

По чётной стороне
- № 2 —  памятник архитектуры (федеральный) — городская усадьба В. А. Хованского (с 1840-х годов — Дом военного суда). Одна из старейших сохранившихся усадеб конца XVIII — начала XIX веков.
- № 4 — в этом доме в разное время проживали писатель Борис Зайцев и народная артистка СССР Ангелина Степанова.
- № 10  781410006410006 — «дом Мельникова» построен в 1929 году по собственному проекту архитектором Константином Мельниковым[7]. Мельников жил и работал в этом доме до своей смерти в 1974 году. Здесь же до 2006 года жил сын К. Мельникова, художник Виктор Мельников.
- № 12 — доходный дом построен в 1914 году по проекту архитектора В. А. Домбровского. В этом доме всю жизнь прожил историк и краевед С. О. Шмидт, сын О. Ю. Шмидта, один из крупнейших знатоков Арбата и Приарбатья.
- № 16 — в доме жил выдающийся русский историк, юрист, один из руководителей русского масонства М. М. Ковалевский, основавший первую в России кафедру социологии, написавший обобщающие исследования по истории различных политических формаций. Адрес дома значился в записной книжке Карла Маркса, состоявшего с Ковалевским в переписке[8].

Стена дома № 37 по Арбату, выходящая в Кривоарбатский переулок, в просторечии называется «стеной Цоя»: здесь собираются поклонники погибшего Виктора Цоя — звезды отечественной рок-музыки. На стене (и даже на стенах домов противоположной стороны переулка) находятся посвящённые Цою надписи и изображения Цоя.
В 2004 году в переулке предполагалось установить памятник Виктору Цою, однако по многочисленным требованиям жителей переулка памятник установлен не был.
- Дом Мельникова
- Кривоарбатский переулок, вид в сторону улицы Арбат
- Кривоарбатский переулок, вид в сторону Плотникова переулка
- «Стена Цоя» в Кривоарбатском переулке

## Транспорт
- Ближайшие станции метро: Арбатская (Филёвская линия), Арбатская (Арбатско-Покровская линия), Смоленская (Филёвская линия), Смоленская (Арбатско-Покровская линия)

## Улица в произведениях литературы и искусства
Двое любовников Кривоарбатских
Двойною башенкой слились в объятьях,
Плащом покрытые ромбовидным
Не реагируя на брань обидную, — писал Андрей Вознесенский о доме архитектора Константина Мельникова в Кривоарбатском переулке.
В доме #1 и около него снимались сцены фильма «Я шагаю по Москве».